# Acraea dewitzi
Acraea dewitzi är en fjärilsart som beskrevs av Aurivillius 1904. Acraea dewitzi ingår i släktet Acraea och familjen praktfjärilar. Inga underarter finns listade i Catalogue of Life.